# Caecosphaeroma virei
Caecosphaeroma virei är en kräftdjursart som beskrevs av Dollfus 1896. Caecosphaeroma virei ingår i släktet Caecosphaeroma och familjen klotkräftor. Inga underarter finns listade i Catalogue of Life.